# David Gobedžišvili
David Nikolaevič Gobedžišvili (in georgiano დავით გობეჯიშვილი?; 3 gennaio 1963) è un ex lottatore georgiano, fino al 1991 sovietico, specializzato nella lotta libera.

## Palmarès

### Olimpiadi
- 2 medaglie:
  - 1 oro (Seul 1988 nei 130 kg[1])
  - 1 bronzo (Barcellona 1992 nei 130 kg[2])

### Mondiali
- 3 medaglie[1]:
  - 2 ori (Budapest 1985 nei 130 kg; Tokyo 1990 nei 130 kg)
  - 1 argento (Budapest 1986 nei 130 kg)